# Tipula goriziensis
Tipula goriziensis är en tvåvingeart som beskrevs av Gabriel Strobl 1893. Tipula goriziensis ingår i släktet Tipula och familjen storharkrankar. Inga underarter finns listade i Catalogue of Life.